# Snow-board la Jocurile Olimpice de iarnă din 2014
Probele sportive de snow-board la Jocurile Olimpice de iarnă din 2014 s-au desfășurat în perioada 6-22 februarie 2014 la la Parcul extrem Rosa Hutor din Krasnaia Poliana, Rusia (în apropierea orașului Soci). Au fost 2 probe sportive: masculin și feminin. Au fost 10 probe sportive noi la această ediție a JO olimpice de iarnă, printre care: slalom paralel uriaș, snow-board cross, half-pipe și noile probe de slalom paralel și slopestyle.
Snow-boarderul norvegian Torstein Horgmo, care participa la proba de slopestyle, și-a rupt gâtul la o sesiune de antrenament iar numeroase plângeri din partea sportivilor au determinat organizatorii să schimbe pista de slopestyle cu o săptămână înaintea Jocurilor.

## Calendarul competiției
Acest calendar cuprinde toate cele 10 probe de snow-board.
Toate orele sunt în Ora României (UTC+2).
| Dată         | Oră   | Probă                                               |
| ------------ | ----- | --------------------------------------------------- |
| 6 februarie  | 08:00 | Calificări slopestyle masculin și feminin           |
| 8 februarie  | 07:30 | Semifinale slopestyle masculin                      |
| 8 februarie  | 10:45 | Slopestyle masculin                                 |
| 9 februarie  | 08:30 | Semifinale slopestyle feminin                       |
| 9 februarie  | 11:15 | Slopestyle feminin                                  |
| 11 februarie | 13:00 | Half-pipe masculin                                  |
| 11 februarie | 17:00 | Calificări half-pipe masculin                       |
| 11 februarie | 19:30 | Half-pipe masculin                                  |
| 12 februarie | 12:00 | Half-pipe feminin                                   |
| 12 februarie | 17:00 | Calificări half-pipe feminin                        |
| 12 februarie | 19:30 | Half-pipe feminin                                   |
| 16 februarie | 09:00 | Calificări snow-board cross feminin                 |
| 16 februarie | 11:15 | Snow-board cross feminin                            |
| 17 februarie | 09:00 | Calificări snow-board cross masculin                |
| 17 februarie | 11:30 | Snow-board cross masculin                           |
| 19 februarie | 07:00 | Calificări slalom paralel uriaș masculin și feminin |
| 19 februarie | 11:00 | Slalom paralel uriaș masculin și feminin            |
| 22 februarie | 07:15 | Calificări slalom paralel masculin și feminin       |
| 22 februarie | 11:15 | Slalom paralel masculin și feminin                  |

## Sumar medalii

### Clasament pe țări
| Loc | Țară                             | Aur | Argint | Bronz | Total |
| --- | -------------------------------- | --- | ------ | ----- | ----- |
| 1   | Statele Unite ale Americii (USA) | 3   | 0      | 2     | 5     |
| 2   | Rusia (RUS)                      | 2   | 1      | 1     | 4     |
| 3   | Elveția (SUI)                    | 2   | 1      | 0     | 3     |
| 4   | Austria (AUT)                    | 1   | 0      | 1     | 2     |
| 4   | Franța (FRA)                     | 1   | 0      | 1     | 2     |
| 6   | Cehia (CZE)                      | 1   | 0      | 0     | 1     |
| 7   | Japonia (JPN)                    | 0   | 2      | 1     | 3     |
| 8   | Canada (CAN)                     | 0   | 1      | 1     | 2     |
| 8   | Germania (GER)                   | 0   | 1      | 1     | 2     |
| 8   | Slovenia (SLO)                   | 0   | 1      | 1     | 2     |
| 11  | Australia (AUS)                  | 0   | 1      | 0     | 1     |
| 11  | Finlanda (FIN)                   | 0   | 1      | 0     | 1     |
| 11  | Norvegia (NOR)                   | 0   | 1      | 0     | 1     |
| 14  | Marea Britanie (GBR)             | 0   | 0      | 1     | 1     |
|     | Total                            | 10  | 10     | 10    | 30    |

### Masculin
| Probă sportivă       | Aur                                                | Aur                            | Argint                           | Argint                          | Bronz                                           | Bronz                                           |
| Slalom paralel       | Vic Wild · Rusia (RUS)                             | Vic Wild · Rusia (RUS)         | Žan Košir · Slovenia (SLO)       | Žan Košir · Slovenia (SLO)      | Benjamin Karl · Austria (AUT)                   | Benjamin Karl · Austria (AUT)                   |
| Slalom paralel uriaș | Vic Wild · Rusia (RUS)                             | Vic Wild · Rusia (RUS)         | Nevin Galmarini · Elveția (SUI)  | Nevin Galmarini · Elveția (SUI) | Žan Košir · Slovenia (SLO)                      | Žan Košir · Slovenia (SLO)                      |
| Half-pipe            | Iouri Podladchikov · Elveția (SUI)                 | 94.75                          | Ayumu Hirano · Japonia (JPN)     | 93.50                           | Taku Hiraoka · Japonia (JPN)                    | 92.25                                           |
| Slopestyle           | Sage Kotsenburg · Statele Unite ale Americii (USA) | 93.50                          | Staale Sandbech · Norvegia (NOR) | 91.75                           | Mark McMorris · Canada (CAN)                    | 88.75                                           |
| Snow-board cross     | Pierre Vaultier · Franța (FRA)                     | Pierre Vaultier · Franța (FRA) | Nikolai Oliunin · Rusia (RUS)    | Nikolai Oliunin · Rusia (RUS)   | Alex Deibold · Statele Unite ale Americii (USA) | Alex Deibold · Statele Unite ale Americii (USA) |

### Feminin
| Probă sportivă       | Aur                                                   | Aur                             | Argint                           | Argint                           | Bronz                                          | Bronz                          |
| Slalom paralel       | Julia Dujmovits · Austria (AUT)                       | Julia Dujmovits · Austria (AUT) | Anke Karstens · Germania (GER)   | Anke Karstens · Germania (GER)   | Amelie Kober · Germania (GER)                  | Amelie Kober · Germania (GER)  |
| Slalom paralel uriaș | Patrizia Kummer · Elveția (SUI)                       | Patrizia Kummer · Elveția (SUI) | Tomoka Takeuchi · Japonia (JPN)  | Tomoka Takeuchi · Japonia (JPN)  | Alena Zavarzina · Rusia (RUS)                  | Alena Zavarzina · Rusia (RUS)  |
| Half-pipe            | Kaitlyn Farrington · Statele Unite ale Americii (USA) | 91.75                           | Torah Bright · Australia (AUS)   | 91.50                            | Kelly Clark · Statele Unite ale Americii (USA) | 90.75                          |
| Slopestyle           | Jamie Anderson · Statele Unite ale Americii (USA)     | 95.25                           | Enni Rukajärvi · Finlanda (FIN)  | 92.50                            | Jenny Jones · Marea Britanie (GBR)             | 87.25                          |
| Snow-board cross     | Eva Samková · Cehia (CZE)                             | Eva Samková · Cehia (CZE)       | Dominique Maltais · Canada (CAN) | Dominique Maltais · Canada (CAN) | Chloé Trespeuch · Franța (FRA)                 | Chloé Trespeuch · Franța (FRA) |

## Țări participante
243 de sportivi din 31 de țări au participat la probele sportive de snow-board, cu numărul de sportivi din delegație în paranteze. Atât Croația cât și Serbia și-au făcut debutul olimpic la acest sport.
| - Andorra (1) - Australia (11) - Austria (17) - Belgia (1) - Brazilia (1) - Bulgaria (2) - Canada (24) - China (6) - Croația (1) - Cehia (5) - Finlanda (11) | - Franța (13) - Germania (10) - Marea Britanie (7) - Irlanda (1) - Italia (12) - Japonia (8) - Kazahstan (1) - Olanda (6) - Noua Zeelandă (5) - Norvegia (9) | - Polonia (6) - Rusia (15) - Serbia (1) - Slovenia (10) - Coreea de Sud (4) - Spania (4) - Suedia (2) - Elveția (24) - Ucraina (2) - Statele Unite ale Americii (23) |

### Calificare
243 de sportivi din 31 de țări vor participa la probele de snow-board. Fiecare Comitet Olimpic Național a putut trimite maxim 24 de sportivi (dintre care maxim 14 bărbați și femei). Cele 5 stiluri au un număr diferit de locuri alocate. Un sportiv poate participa la mai multe probe sportive, acest lucru diminuând numărul total de participanți.